# Пакистано-польські відносини

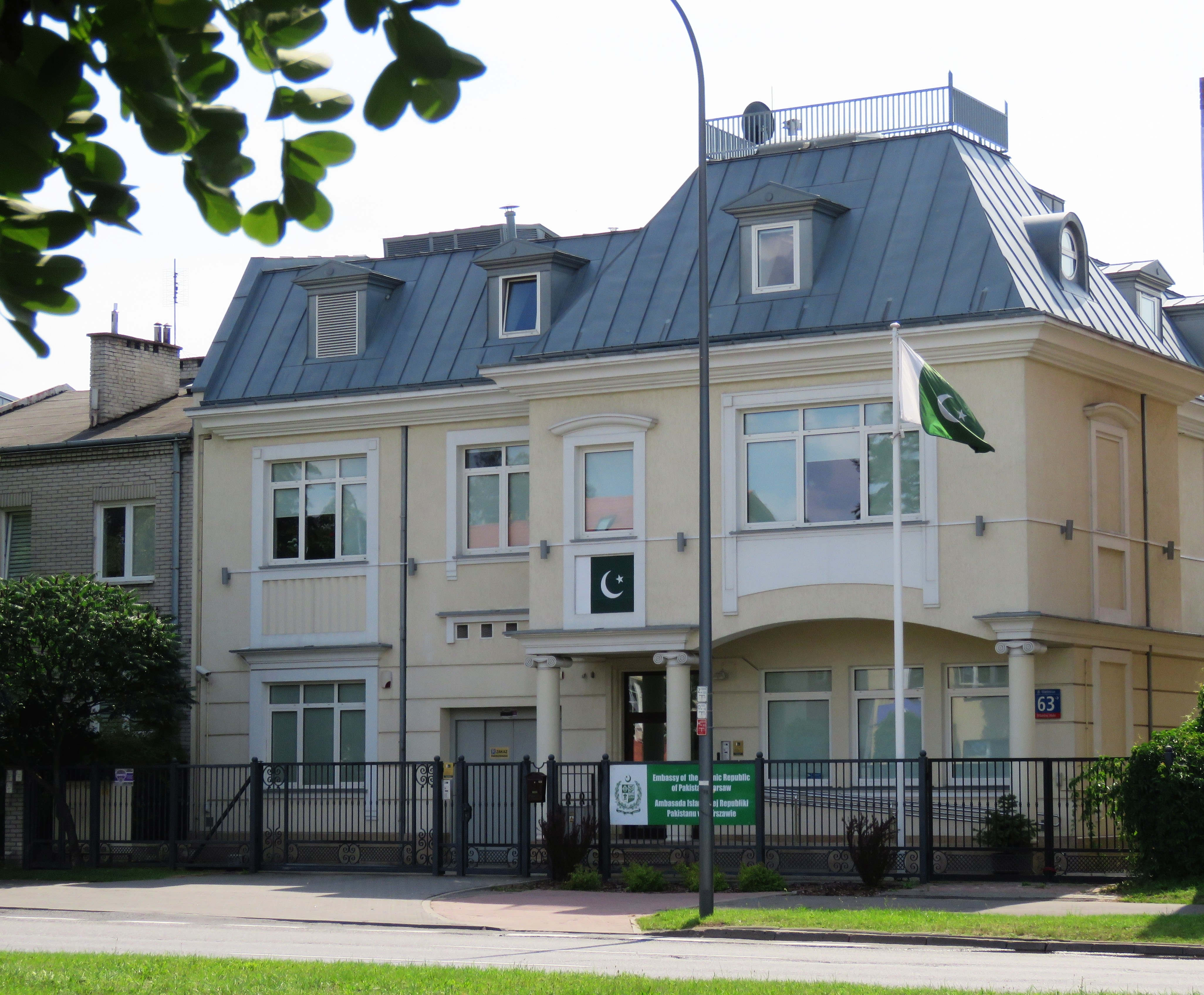
Посольство Пакистану у Варшаві

Пакистано-польські відносини — двосторонні дипломатичні відносини між Пакистаном та Польщею.

## Історія
Дипломатичні відносини Польщі з Пакистаном встановлено у 1962. Пакистан відкрив своє посольство у Варшаві в 1969.
У 1972 відносини між Пакистаном і Польщею розірвані у зв'язку з визнанням поляками незалежності держави Бангладеш. У цьому ж році, країни відновили дипломатичні відносини.

## Торгівля
Експорт товарів з Пакистану до Польщі збільшився майже на 400% з 2002. Експорт збільшився на 25% у 2010 порівняно з аналогічним періодом 2009. Експорт товарів з Польщі до Пакистану зазнав невеликого зниження на 5 % у 2010. Загальний обсяг двосторонньої торгівлі між Польщею та Пакистаном також значно збільшився (на 425%) з 2002.

## Посольства
Пакистан має посольство у Варшаві, а Польща має посольство в Ісламабаді.